# FC Twente
Football Club Twente je nizozemski nogometni klub iz mesta Enschede. Klub je nastal 1. julija 1965 z združitvijo klubov Sportclub Enschede in Enschedese Boys in igra v Eredivisie, 1. nizozemski nogometni ligi.
Twente je bil enkrat nizozemski prvak (leta 2010) in štirikrat podprvak (v letih 1974, 2008, 2009 in 2011). Trikrat pa je osvojil tudi nizozemski pokal (pokal KNVB). Največji evropski uspeh Twenteja je naziv podprvaka Evropske lige v sezoni 1974/1975 (v finalu ga je premagala Borussia Mönchengladbach). Zaradi osvojitve prvega mesta v nizozemski ligi leta 2010, je bil Twente tudi udeleženec Lige prvakov, kjer pa je v skupini s Tottenhamom, Interjem in Werder Bremnom osvojil tretje mesto (1 zmaga, 3 remiji, 2 poraza). Potem pa je v izločilnih bojih Evropske lige premagal Rubin Kazan in Zenit, a nato v četrtfinalu klonil proti Villarrealu.
Twentejev domači stadion je od leta 1998 De Grolsch Veste. Barva dresov je rdeča. Nadimka nogometašev pa sta The Tukkers in Ponos vzhoda.